# 歩いて帰ろう
「歩いて帰ろう」（あるいてかえろう）は、斉藤和義の4作目のシングル。1994年6月1日にファンハウスから発売された。

## 解説
斉藤の初期の代表曲であり、ライヴで必ず披露される人気曲である。
1994年4月よりフジテレビ系子供番組『ポンキッキーズ』のオープニングテーマに起用され人気を博す。
2015年、同じくフジテレビ系の恒例長時間特番『FNS27時間テレビ』のメインテーマに採用、CM前ジングルなど番組内の随所で使用された。
2016年度の日本音楽著作権協会（JASRAC）の著作権使用料分配額（国内作品）ランキングで年間10位を獲得した。
2023年に栃木県日光市を通る栃木県道249号黒部西川線のメロディロードの楽曲に採用された。

## 収録曲
全曲 作詞・作曲：斉藤和義、編曲：斉藤和義・松尾一彦
1. 歩いて帰ろう
  - フジテレビ系『ポンキッキーズ』2代目オープニングテーマ
  - サントリー「ウイスキー膳」CMソング（2001年10月 - 、真田広之によるカバー）
  - 朝日放送「東西芸人いきなり!2人旅」挿入歌
  - niko and... CMソング（2013年 - 2014年）
  - スズキ 「ラパン」CMソング（2015年）
  - フジテレビ系『FNS27時間テレビ めちゃ²ピンチってるッ! 1億2500万人の本気になれなきゃテレビじゃないじゃ〜ん!!』メインテーマ曲（2015年）
  - 奈良テレビ「気ままに歩こーく!」
  - 音楽ゲーム「jubeat」（KONAMI）収録曲
  - NHK Eテレ『俳句王国がゆく』オープニング・エンディングテーマ曲
2. 何もないテーブルに

## 収録アルバム
歩いて帰ろう
- WONDERFUL FISH - 斉藤和義のスタジオ・アルバム（1995年2月1日）
- WONDERFUL MIX - 斉藤和義のリミックス版アルバム（1995年3月15日）「Jungle Hip Hop MIx」収録
- ポンキッキーズ・メロディ - 番組使用曲のコンピレーション・アルバム（1995年5月1日）
- Golden Delicious - 斉藤和義のベスト・アルバム（1998年12月2日）
- 黒盤 - 斉藤和義の企画アルバム（2005年12月7日）
- 歌うたい15 SINGLES BEST 1993〜2007 - 斉藤和義のシングル・コレクション（2008年8月6日）ほか
- 斉藤“弾き語り”和義 ライブツアー2009≫2010 十二月 in 大阪城ホール 〜月が昇れば 弾き語る〜 - 斉藤和義のライブ・アルバム（2010年3月24日）

何もないテーブルに
- 素敵な匂いの世界 - 斉藤和義のスタジオ・アルバム（1994年3月24日）
- Golden Delicious - 斉藤和義のベスト・アルバム（1998年12月2日）

## カバー
収録作品は初出のもののみ記載する。
- 真田広之 - サントリーのCMとして。
- 甲斐よしひろ - 翼あるもの2（2003年10月22日）
- Soma - Essence of life "smile"（2007年7月25日）
- ナイス橋本 - マイ★フレンド（本曲をサンプリングした曲。PVには斉藤本人も出演。）（2008年3月5日）
- MOOMIN - すばらしい世界（2008年7月16日）
- つるの剛士 - つるのうた（2009年4月22日）
- Leyona - MUSICSMAGIC（2009年5月13日）
- 美吉田月 - Ska Flavor#3（2010年2月24日）
- カコイミク - RAFT（2011年5月18日）
- クレモンティーヌ - 続アニメンティーヌ（2011年5月25日）
- 双海亜美（下田麻美） - THE IDOLM@STER ANIM@TION MASTER 生っすかSPECIAL 02（2012年9月5日）
- 川畑要 - シングル「TOKYO GIRL」（2012年10月3日）
- 福と花音 - ネコニャンニャンニャン イヌワンワンワン カエルもアヒルもガーガーガー〜WEST篇〜（2013年2月6日）
- 絢香 - 遊音倶楽部 〜1st grade〜（2013年9月4日）
- クリス・ハート - Heart Song II（2014年6月25日）
- 谷本賢一郎 - うたごえをさがして（2017年8月16日）
- 石丸幹二 - カバー・アルバム『with FRIENDS』（2024年11月6日）Orquesta ARRIBA↑、伊賀拓郎（編曲）

他